# Kamińskie (rejon jaworowski)
Kamińskie (ukr. Пазиняки) – wieś na Ukrainie, w rejonie jaworowskim obwodu lwowskiego.

## Historia
Dawniej grupa domów wsi Wierzbiany w powiecie jaworowskim.